# Stanislav Hurenko
Stanislav Ivanovici Hurenko n. 30 mai 1936, Ilovaisk, RSS Ucraineană, URSS – d. 14 aprilie 2013, Kiev, Ucraina) a fost un politician sovietic ucrainean și membru al Partidului Comunist. Pe 22 iunie 1990 Mihail Gorbaciov l-a pus pe Gurenko în funcția de Prim-Secretar al Partidului Comunist al RSS Ucrainene pentru a-l inlocui pe Vladimir Ivașko. Și-a dat demisia pe 1 septembrie 1991 deoarece RSS Ucraineană a căzut și Ucraina a devenit independentă.
Gurenko a murit la 14 aprilie 2013, la vârstă de 76 ani din pricina cancerului.